# Erich Steiner
Erich Steiner (Bécs-Hütteldorf, 1920. május 9. – 1971. március 12.) osztrák nemzetközi labdarúgó-játékvezető.

## Pályafutása

### Labdarúgóként
Az elemi iskolában kezdte rúgni a labdát. Az általa szervezett csapat kapitánya. Hüttendorfban különböző korosztályos bajnokságokban játszott. Tanulmányainak befejezése után a SK Slovan-Hütteldorfer AC csapatában futballozott. A második világháború vetett véget labdarúgó pályafutásának.

### Nemzeti játékvezetés
A II. világháborút követően a sportolás, a mozgás újrakezdését játékvezetőként képzelte el. Játékvezetésből Bécsben vizsgázott. A Bécsi labdarúgó-szövetség által üzemeltetett labdarúgó bajnokságokban kezdte sportszolgálatát. Az Osztrák Labdarúgó-szövetség Játékvezető Bizottságának (JB) minősítésével a Fußball-Bundesliga játékvezetője. A nemzeti játékvezetéstől 1962-ben visszavonult.

### Nemzetközi játékvezetés
Az Osztrák labdarúgó-szövetség Játékvezető Bizottsága (JB) terjesztette fel nemzetközi játékvezetőnek, a Nemzetközi Labdarúgó-szövetség (FIFA) 1952-től tartotta nyilván bírói keretében. A FIFA JB központi nyelvei közül a németet beszélte. Több nemzetek közötti válogatott és klubmérkőzést vezetett, vagy működő társának partbíróként segített. FIFA JB delegálása alapján négyszer vezethetett mérkőzést Dél-Amerikába. A világbajnokság volt a negyedik alkalom. 1957-ben az USA új labdarúgó szövetsége kínált neki szerződést, a bajnoki mérkőzések vezetésére. Többed magával – Arturo Yamasaki és Menáhém Askenází – elfogadta a felkérést. Az osztrák nemzetközi játékvezetők rangsorában, a világbajnokság-Európa-bajnokság sorrendjében a 6. helyet foglalja el 10 találkozó szolgálatával. A nemzetközi játékvezetéstől 1962-ben búcsúzott. Válogatott mérkőzéseinek száma: 21.

#### Labdarúgó-világbajnokság
Az 1954-es labdarúgó-világbajnokságon és az 1962-es labdarúgó-világbajnokságon a FIFA JB bíróként alkalmazta. A FIFA JB elvárásának megfelelően, ha nem vezetett mérkőzést, akkor működő társának partbíróként segített. A kor elvárása szerint az egyes számú partbíró játékvezetői sérülésnél átvette a mérkőzés vezetését. 1954-ben egy csoportmérkőzésen 2. számú, 1962-ben egy csoportmérkőzésen és az egyik elődöntőn volt egyes számú partbíró. Selejtező mérkőzéseket az UEFA, a COMNEBOL és a CAF zónákban irányított. Világbajnokságokon vezetett mérkőzéseinek száma: 3 + 3 (partbíró).

##### 1954-es labdarúgó-világbajnokság
A FIFA JB megbízásából Dél-Amerikában a 11. csoport mérkőzéseit Raymond Vincentini bírótársával bonyolították.

###### Selejtező mérkőzés
| Időpont             | Helyszín                        | Mérkőzés típusa            | Mérkőzés                                                | Eredmény | Nézők száma |
| ------------------- | ------------------------------- | -------------------------- | ------------------------------------------------------- | -------- | ----------- |
| 1953. szeptember 5. | JNA Stadion, Belgrád            | előselejtező (10. csoport) | Jugoszlávia–Görögország                                 | 1 – 0    | 50 000      |
| 1953. november 13.  | Központi Stadion, Kairó         | előselejtező (9. csoport)  | Egyiptom–Olaszország                                    | 1 – 2    | 20 000      |
| 1954. február 4.    | Központi Stadion, Asunción      | előselejtező (11. csoport) | Paraguay–Chile                                          | 4 – 0    |             |
| 1954. március 7.    | Központi Stadion, Asunción      | előselejtező (11. csoport) | Paraguayi labdarúgó-válogatott–Brazília                 | 0 – 1    |             |
| 1954. március 14.   | Nemzeti Stadion, Rio de Janeiro | előselejtező (11. csoport) | Brazil labdarúgó-válogatott–Chilei labdarúgó-válogatott | 1 – 0    |             |

###### Világbajnoki mérkőzés
| Időpont          | Helyszín                  | Mérkőzés típusa              | Mérkőzés                           | Eredmény | Nézők száma |
| ---------------- | ------------------------- | ---------------------------- | ---------------------------------- | -------- | ----------- |
| 1954. június 20. | Cornaredo Stadion, Lugano | csoportmérkőzés (D. csoport) | Olasz labdarúgó-válogatott–Belgium | 4 – 1    | 25 000      |
| 1954. június 26. | St.Jakob Stadion, Bázel   | egyik negyeddöntő            | Uruguay–Anglia                     | 4 – 2    | 50 000      |

##### 1962-es labdarúgó-világbajnokság

###### Selejtező mérkőzés
| Időpont            | Helyszín                   | Mérkőzés típusa            | Mérkőzés             | Eredmény | Nézők száma |
| ------------------ | -------------------------- | -------------------------- | -------------------- | -------- | ----------- |
| 1961. május 14.    | Városi Stadion, Bratislava | előselejtező (11. csoport) | Csehszlovákia–Skócia | 4 – 0    | 48 000      |
| 1960. november 13. | Városi Stadion, Tunisz     | előselejtező (2. csoport)  | Tunézia–Marokkó      | 2 – 1    |             |

###### Világbajnoki mérkőzés
| Időpont         | Helyszín                        | Mérkőzés típusa              | Mérkőzés                                       | Eredmény | Nézők száma |
| --------------- | ------------------------------- | ---------------------------- | ---------------------------------------------- | -------- | ----------- |
| 1962. május 31. | Sausalito Stadion, Viña del Mar | csoportmérkőzés (C. csoport) | Csehszlovák labdarúgó-válogatott–Spanyolország | 1 – 0    | 13 000      |

#### Olimpiai játékok
Az 1952. évi nyári olimpiai játékok labdarúgó tornáját, ahol a FIFA JB partbírói szolgálatra alkalmazta. A kor elvárása szerint az egyes számú partbíró játékvezetői sérülésnél átvette a mérkőzés vezetését. Partbíróként 3 mérkőzésre egyes, kettő találkozóra 2. pozícióban kapott küldést.
| Időpont          | Helyszín                             | Mérkőzés típusa    | Mérkőzés                                                                             | Játékvezető        | Eredmény | Nézők száma |
| ---------------- | ------------------------------------ | ------------------ | ------------------------------------------------------------------------------------ | ------------------ | -------- | ----------- |
| 1952. július 15. | Ratina Stadion, Tampere              | selejtező          | Dánia az olimpiai játékokon–Görögország az olimpiai játékokon                        | Wolf Karni         | 2 – 1    | 7 000       |
| 1952. július 16. | Ratina Stadion, Tampere              | selejtező          | Olaszország az olimpiai játékokon–Az Amerikai Egyesült Államok az olimpiai játékokon | Arthur Ellis       | 8 – 0    | 10 000      |
| 1952. július 20. | Kupittaa Stadion, Turku              | egyik nyolcaddöntő | Az NSZK az olimpiai játékokon–Egyiptom az olimpiai játékokon                         | Giorgio Bernardi   | 3 – 1    | 6 813       |
| 1952. július 21. | Töölön Pallokenttä Stadion, Helsinki | egyik nyolcaddöntő | Magyarország az olimpiai játékokon–Olaszország az olimpiai játékokon                 | Karel van der Meer | 3 – 0    | 13 870      |
| 1952. július 25. | Pallokenttä Stadion, Helsinki        | egyik negyeddöntő  | Jugoszlávia az olimpiai játékokon–Dánia az olimpiai játékokon                        | Wolf Karni         | 5 – 3    | 10 000      |

#### A magyar labdarúgó-válogatott mérkőzései (1902–1929)
| Időpont            | Helyszín             | Mérkőzés típusa          | Mérkőzés                | Eredmény | Nézők száma |
| ------------------ | -------------------- | ------------------------ | ----------------------- | -------- | ----------- |
| 1953. november 15. | Népstadion, Budapest | 302. válogatott mérkőzés | Magyarország–Svédország | 2 – 2    | 80 000      |

#### Nemzetközi kupamérkőzések
Vezetett kupadöntők száma: 1.

##### Bajnokcsapatok Európa-kupája
| Időpont             | Helyszín                          | Mérkőzés típusa        | Mérkőzés            | Eredmény |
| ------------------- | --------------------------------- | ---------------------- | ------------------- | -------- |
| 1957. szeptember 4. | Balgarszka Armija Stadion, Szófia | selejtező (2. csoport) | CDNA Sofia–Vasas SC | 2 – 1    |

##### Kupagyőztesek Európa-kupája
| Időpont           | Helyszín                    | Mérkőzés típusa         | Mérkőzés                   | Eredmény | Nézők száma |
| ----------------- | --------------------------- | ----------------------- | -------------------------- | -------- | ----------- |
| 1960. október 12. | Üllői úti Stadion, Budapest | selejtező (2. mérkőzés) | Ferencvárosi TC–Rangers FC | 2 – 1    |             |
| 1961. május 17.   | Ibrox Park Stadion, Glasgow | döntő első mérkőzés     | Rangers FC–ACF Fiorentina  | 0 – 2    | 80 000      |